# Кивиоя (приток Чирко-Кеми)
Кивиоя (устар. Киви-оя) — река в России, протекает по территории Муезерского района Карелии. Устье реки находится в 185 км по левому берегу реки Чирко-Кемь. Длина реки — 16 км. Берёт своё начало из озера Долгого, протекает через озеро Семеново.

## Данные водного реестра
По данным государственного водного реестра России относится к Баренцево-Беломорскому бассейновому округу, водохозяйственный участок реки — Кемь от Юшкозерского гидроузла до Кривопорожского гидроузла. Речной бассейн реки — бассейны рек Кольского полуострова и Карелии, впадает в Белое море.